# 立花文穂
立花 文穂（たちばな ふみお、1968年 - ）、広島県広島市出身のグラフィックデザイナー、アートディレクター。

## 来歴
広島城北高等学校、武蔵野美術大学造形学部視覚伝達デザイン学科卒。東京芸術大学大学院美術研究科デザイン専攻修士課程修了。
1994年アメリカヴァーモント・スタジオセンター アーティスト・イン・レジデンス、2007年東北芸術工科大学美術館アーティスト・イン・レジデンス。
2008年4月より女子美術大学芸術学部デザイン学科ヴィジュアルデザイン専攻助教授、2010年4月より女子美術大学芸術学部デザイン・工芸学科ヴィジュアルデザイン専攻准教授。2014年に同教授に昇格。2021年3月に女子美術大学を退職。武蔵野美術大学非常勤講師。

## 主な受賞歴
- 第17回ブルノ国際グラフィックデザインビエンナーレ1996（チェコ） ゴールドメダル
- 第21回ブルノ国際グラフィックデザインビエンナーレ2004（チェコ） グランプリ
- 東京タイプディレクターズクラブ会員（東京TDC）1997 金賞
- 第80回ニューヨークアートディレクターズクラブ2001 金賞
- 東京アートディレクターズクラブ会員（東京ADC）2011 ADC賞（受賞作：国立国際美術館「風穴」のブック＆エディトリアル）[1]

## 主な著作
- 球体<1>（六耀社、2007年11月）
- 球体<2>（六耀社、2008年3月）
- 球体<3>（ワニブックス、2008年8月）
- 球体<4>（ワニブックス、2009年12月）
- かたちのみかた（誠文堂新光社、2013年3月）
- Leaves:立花文穂作品集（誠文堂新光社、2016年5月）